# Лиен (тауншип, Миннесота)
Лиен (англ. Lien) — тауншип в округе Грант, Миннесота, США. На 2000 год его население составило 117 человек.

## География
По данным Бюро переписи населения США площадь тауншипа составляет 89,0 км², из которых 83,3 км² занимает суша, а 5,7 км² — вода (6,40 %).

## Демография
По данным переписи населения 2000 года здесь находились 117 человек, 45 домохозяйств и 35 семей. Плотность населения —  1,4 чел./км². На территории тауншипа расположено 66 построек со средней плотностью 0,8 построек на один квадратный километр. Расовый состав населения: 100,00 % белых.
Из 45 домохозяйств в 31,1 % воспитывались дети до 18 лет, в 73,3 % проживали супружеские пары и в 22,2 % домохозяйств проживали несемейные люди. 20,0 % домохозяйств состояли из одного человека, при том 8,9 % из — одиноких пожилых людей старше 65 лет. Средний размер домохозяйства — 2,60, а семьи — 3,03 человека.
24,8 % населения — младше 18 лет, 5,1 % — в возрасте от 18 до 24 лет, 18,8 % — от 25 до 44, 35,9 % — от 45 до 64, и 15,4 % — старше 65 лет. Средний возраст — 45 лет. На каждые 100 женщин приходилось 120,8 мужчин. На каждые 100 женщин старше 18 приходилось 104,7 мужчин.
Средний годовой доход домохозяйства составлял 38 750 долларов, а средний годовой доход семьи —  41 875 долларов. Средний доход мужчин —  20 750  долларов, в то время как у женщин — 26 250. Доход на душу населения составил 17 580 долларов. За чертой бедности находились 16,3 % семей и 14,6 % всего населения тауншипа, из которых 4,5 % младше 18 и 12,5 % старше 65 лет.